# Châteauguay (circonscription fédérale)
Pour les articles homonymes, voir Châteauguay (homonymie).
Châteauguay était une circonscription électorale fédérale située dans la région de la Montérégie dans le sud du Québec, ayant existé de 1867 à 1917 et de 1979 à 2004.
C'est l'Acte de l'Amérique du Nord britannique de 1867 qui créa ce qui fut appelé le district électoral de Châteauguay. La circonscription sera abolie en 1914 et sera amalgamée avec la circonscription d'Huntingdon pour devenir Châteauguay—Huntingdon. 
Recréée avec des portions des circonscriptions de Laprairie et de Beauharnois-Salaberry, elle fut abolie en 2003 et redistribuée entre les circonscriptions de Beauharnois-Salaberry, Saint-Jean et Châteauguay—Saint-Constant.

## Géographie
En 1976, la circonscription comprenait:
- Les villes de Châteauguay, Châteauguay-Centre, Delson, Léry, Mercier, Sainte-Catherine, Saint-Constant et Saint-Rémi
- Les paroisses de Sainte-Clotilde-de-Châteauguay, Sainte-Martine, Saint-Urbain-Premier, Saint-Isidore, Saint-Mathieu, Kahnawake, Saint-Michel et Saint-Rémi
- La municipalité de Saint-Paul-de-Châteauguay

En 1987, la circonscription comprenait:
- Les villes de Châteauguay, Delson, Mercier, Sainte-Catherine, Saint-Constant et Saint-Rémi
- Les paroisses de Saint-Isidore, Saint-Jacques-le-Mineur, Saint-Philippe
- Les municipalités de Saint-Mathieu et de Kahnawake
- Les municipalités de paroisse de Saint-Édouard], Saint-Michel et de Saint-Patrice-de-Sherrington

## Députés
1867-1917
1. 1867-1880 — Luther Hamilton Holton, PLC
2. 1880¹-1891 — Edward Holton, PLC
3. 1891-1913 — James Pollock Brown, PLC
4. 1913¹-1917 — James Morris, Cons.

1979-2004
1. 1979-1984 — Ian Watson, PLC
2. 1984-1993 — Ricardo López, PC
3. 1993-2000 — Maurice Godin, BQ
4. 2000-2004 — Robert Lanctôt, BQ

- BQ  = Bloc québécois
- PC  = Parti progressiste-conservateur
- PLC = Parti libéral du Canada
- ¹   = Élections partielles